# 埃迪·米勒
埃德温·B·米勒（英語：Edwin B. Miller，1931年6月18日—2014年4月9日），美国NBA联盟前职业篮球运动员。